# Boltaña
Boltaña es un municipio y localidad española de la provincia de Huesca, en la comunidad autónoma de Aragón. El término municipal, ubicado en la comarca del Sobrarbe, tiene una población de 1102 habitantes (INE 2024). Es la capital tanto del partido judicial homónimo como de la comarca, en este último caso la capitalidad compartida con Aínsa.

## Geografía
Boltaña se encuentra situada en el valle del río Ara, afluente del Cinca, a 643 m sobre el nivel del mar. Su término municipal linda por el norte con el de Fanlo, por el este con el de Aínsa, por el sur con Aínsa y Bierge, y por el oeste con Sabiñánigo y Fiscal.

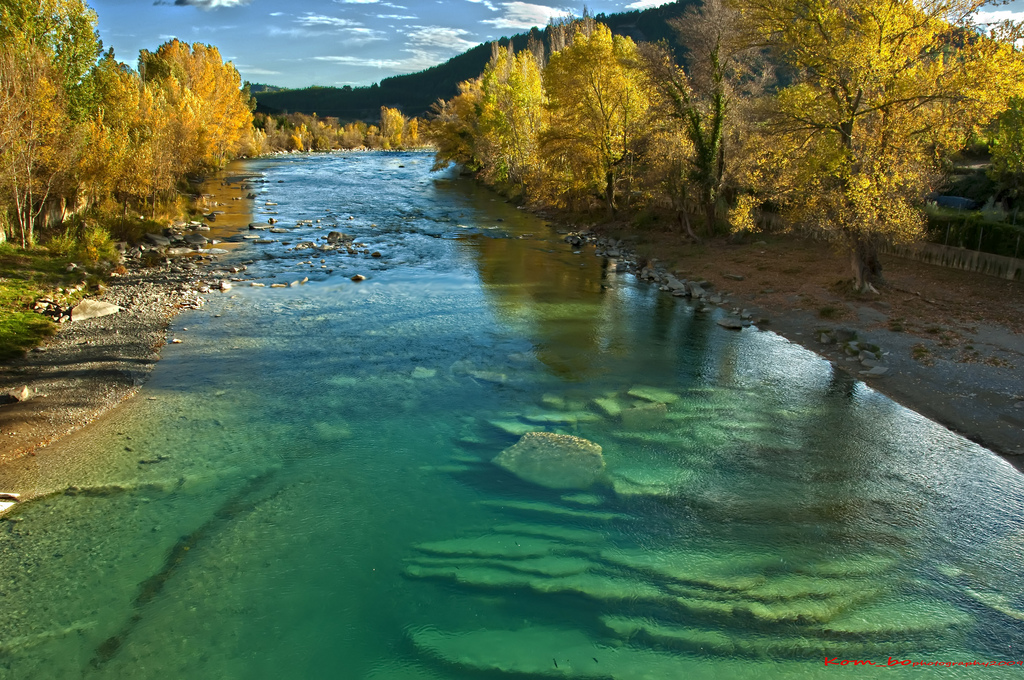
Río Ara a su paso por Boltaña.

Está compuesto por las siguientes localidades: Moriello de Sampietro, Ascaso, Santa María, San Fertús, Seso, Silves Alto, Silves Bajo, Aguilar, Espierlo, Margudgued, Sieste, Campodarbe, San Martín, San Belián, Morcat, El Pueyo de Morcat, Matidero, Torrolluela del Obico, Torruéllola de la Plana, Bibán y Alastrué. Además, parte de su término municipal forma parte del parque natural de la Sierra y los Cañones de Guara.
Boltaña registra temperaturas medias de 2,8 °C en enero —el mes más frío— y de 24,3 °C en julio —el mes más cálido—. Su precipitación anual es de 1021 mm.

## Historia
A la llegada al territorio de los romanos, la villa era la capital de la llamada Boletania, lo que parece ser el antecedente etimológico del nombre actual. Sin embargo, el núcleo de población se encontraba en el paso entre el actual Castillo de Boltaña y el río Ara, recibiendo de los romanos el nombre de Municipium Boletanum.
El rey visigodo Gundemaro acuñó trientes con la ceca Volotania  (Boltaña).
El castillo es de origen árabe, emplazado en la cima del llamado monte de San Martín, y su existencia está atestiguada ya en el reinado de Sancho Ramírez de Aragón, que confió su custodia a Jimeno Garcés para hacer frente a las incursiones musulmanas en el Sobrarbe.
Antes de la reconquista cristiana, Boltaña era únicamente una fortaleza desde la que los musulmanes impedían el avance cristiano por la cuenca del río Ara, y se tiene constancia de que Abderramán III nombró como gobernador del lugar a Amrus ibn Muhammad. Se desconoce la fecha exacta en que tuvo lugar la reconquista cristiana, pero se sabe que en el año 941 el rey de Pamplona García Sánchez I de Pamplona contaba a la villa de Boltaña entre sus posesiones.
En el siglo XI, durante el reinado de Sancho Garcés III de Pamplona, la plaza de Boltaña estuvo a cargo de su sobrino Jimeno Garcés (desde 1028 hasta 1031); y de Sancho Galíndez, ayo del entonces infante Sancho Ramírez de Aragón, entre 1036 y 1080, bajo el reinado de Ramiro I de Aragón. Esto nos da una idea de la importancia estratégica que en esos momentos poseía Boltaña.
Durante el siglo XII, a diferencia de lo acontecido durante el siglo anterior, Boltaña pierde importancia en favor de Aínsa, que ya había sido conquistada por el reino de Aragón, especialmente después de la concesión a la misma de una carta puebla en 1124 por parte del rey Alfonso I el Batallador. Durante los siglos posteriores, se acentuó el proceso de constante decadencia de Boltaña frente a Aínsa, hasta el punto de que llegó un momento en que, jurídicamente, Boltaña pasó a ser considerada una mera dependencia o aldea de Aínsa.
En 1430 se concedió el señorío de Boltaña a Juan de Bardají, pero tras la oposición de los infanzones del lugar el rey Alfonso V de Aragón revocó la concesión y los derechos revirtieron a la Corona de Aragón.
Hacia mediados del siglo XIX, la villa tenía contabilizada una población de 236 habitantes. Aparece descrita en el cuarto volumen del Diccionario geográfico-estadístico-histórico de España y sus posesiones de Ultramar de Pascual Madoz de la siguiente manera:

Tiene 200 casas generalmente de tres pisos y de buenas proporciones interiores, distribuidas en varias calles y plazas en figura de anfiteatro... las calles por lo regular pendientes, atendida su posición topográfica; sin embargo hay algunas llanas pero mal empedradas y con descuidado aseo: entre las plazas hay una hermosa y capaz.
(Madoz, 1846, pp. 389-391)

En aquella época, la localidad producía «algunos cereales aunque con escasez, aceite, vino, seda, frutas, legumbres y verduras»; la industria estaba reducida a dos molinos y algunas alpargaterías y telares de lienzos y de lana.

## Demografía
Boltaña cuenta con una población de 1102 habitantes (INE 2024).
| Gráfica de evolución demográfica de Boltaña entre 1842 y 2021 |
| |
| Población de derecho según los censos de población del INE Población de hecho según los censos de población del INEEntre el censo de 1970 y el anterior, crece el término del municipio porque recibe una parte de 22636 (Sieste) Entre el censo de 1981 y el anterior, crece el término del municipio porque recibe parte de 22134 (Laguarta) |

## Administración y política
| Período             | Alcalde                                          | Partido |  |
| ------------------- | ------------------------------------------------ | ------- |  |
| 1979-1981 1981-1983 | María Adelaida Sanchón Campo José Olivar Nasarre | UCD     |  |
| 1983-1984           | Ramón Giménez Enrique Buil Sarrado               | PSOE    |  |
| 1987-1991           | Enrique Buil Sarrado                             | PSOE    |  |
| 1991-1995           | Enrique Buil Sarrado                             | PSOE    |  |
| 1995-1999           | Vicente López Albero                             | PP      |  |
| 1999-2001           | Gabriel Sazatornil Robert                        | PP      |  |
| 2001-2003           | José Manuel Salamero Villacampa                  | PSOE    |  |
| 2003-2007           | José Manuel Salamero Villacampa                  | PSOE    |  |
| 2007-2011           | José Manuel Salamero Villacampa                  | PSOE    |  |
| 2011-2015           | José Manuel Salamero Villacampa                  | PSOE    |  |
| 2015-2019           | José María Giménez                               | PP      |  |

| Partido político    | Partido político                                   | 2003   | 2007   | 2011   | 2015   |
| Partido político    | Partido político                                   | Ediles | Ediles | Ediles | Ediles |
|                     | Partido de los Socialistas de Aragón (PSOE-Aragón) | 4      | 4      | 5      | 3      |
|                     | Partido Popular de Aragón (PP)                     | 1      | 1      | 2      | 3      |
|                     | Partido Aragonés (PAR)                             | 1      | 1      | 1      | 2      |
|                     | Chunta Aragonesista (CHA)                          | 1      | 1      | 1      | 1      |
| Total de concejales | Total de concejales                                | 7      | 7      | 9      | 9      |

## Economía
La economía de Boltaña se sustenta en el sector servicios, que concentra en torno al 57 % de la población ocupada. En conjunto, en agricultura y ganadería solo trabaja el 12 % de la población. La agricultura se basa en los cultivos de secano, de las cuales apenas el 1,2 % se ha transformado en regadío.

## Patrimonio

### Castillo

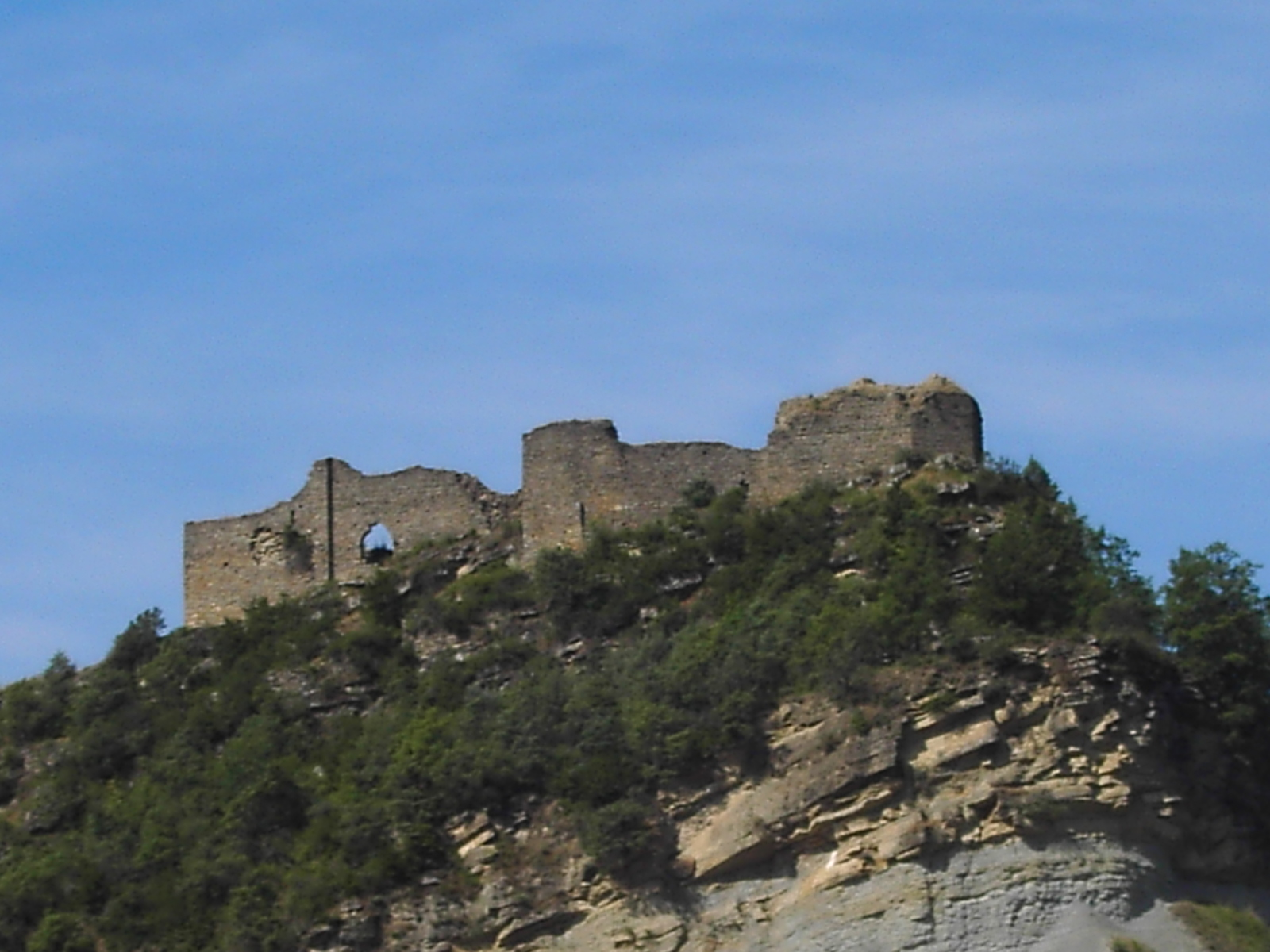
Vista del castillo de Boltaña desde el barranco de Cañimás

Boltaña se encuentra ubicada en la parte final del valle del río Ara, en una ladera de un monte coronado por el castillo de Boltaña. El castillo, conocido popularmente como «castillo de los condes de Sobrarbe», parece ser de origen musulmán, pero parte de la obra está realizada por maestros lombardos a partir de 1017. Tiene la peculiaridad de poseer una torre del homenaje de planta hexagonal.
El castillo de Boltaña y el de Abizanda son los únicos castillos de Sobrarbe con cerramiento completo, y fueron las primeras fortalezas cristianas en la comarca. Sin embargo, el castillo de Boltaña inició su decadencia hacia mediados del siglo XII, y aunque de llevaron a cabo algunas reformas durante los siglos XIII-XIV, quedó definitivamente abandonado a partir de los siglos XVII-XVIII.
El estado ruinoso del recinto propició el nacimiento de leyendas relacionadas con la brujería, y de acuerdo a ellas era uno de los lugares elegidos por las brujas para celebrar sus aquelarres. Asimismo, otra leyenda señalaba la existencia de un pozo por el que se bajaba directamente del castillo al río.
Una reciente restauración le ha devuelto la fachada de sillería y el arco de la portada. Está catalogado como bien de interés cultural de Aragón.

### Arquitectura religiosa

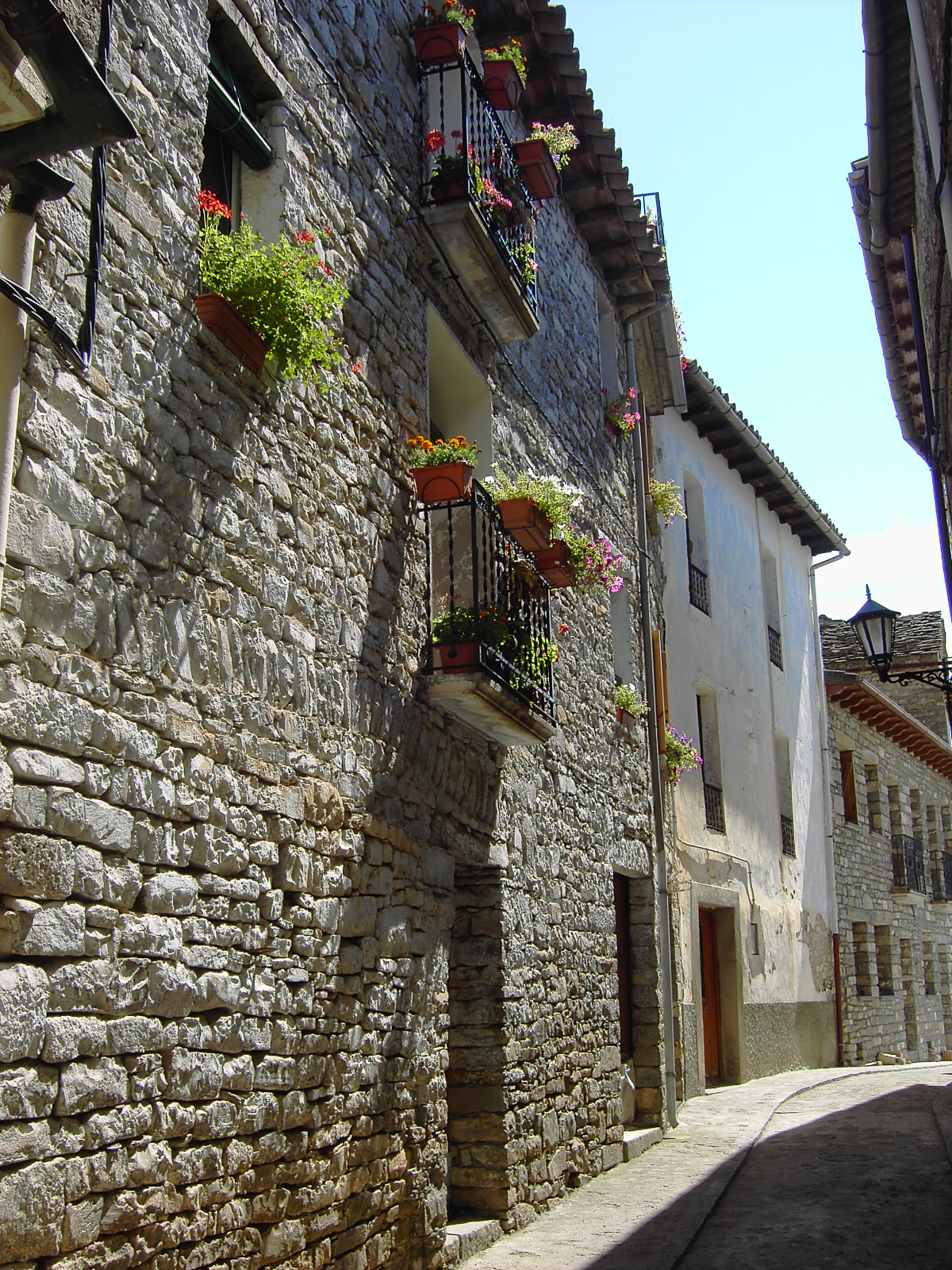
Calle del casco antiguo de Boltaña

La colegiata de San Pedro, una de las iglesias más grandes del Pirineo aragonés, fue construida durante el siglo XVI sobre una pequeña iglesia románica. Es de estilo «gótico aragonés» pero con abundantes elementos renacentistas. De planta rectangular, consta de tres naves y una cabecera poligonal, estando todos los espacios cubiertos con bóvedas de crucería. Es de reseñar la anchura de su nave central.
Otro importante edificio religioso es el monasterio del Carmen, rehabilitado como hotel balneario. Fundado en 1651, el núcleo antiguo del monasterio era la ermita del Espíritu Santo, sobre la que se edificó la iglesia del Carmen. La fachada de este templo es muy austera, de claras influencias herrerianas, pero fechada en 1711.

### Arquitectura civil
Dentro del pintoresco conjunto urbano, cabe señalar la plaza Mayor, recientemente rehabilitada, una de cuyas casas dispone de soportales. También la Casa de la Cultura, edificio construido hacia 1820 que conserva gran parte de sus elementos arquitectónicos tradicionales. Hoy alberga la biblioteca municipal, la más antigua del Pirineo aragonés, y poseedora de los índices de lectura más altos de Aragón.
Existen restos de un interesante puente medieval reconstruido en la parte que se pudo recuperar sobre el barranco de San Martín, en la avenida de Luis Fatas, muy cerca de la nacional N-260.

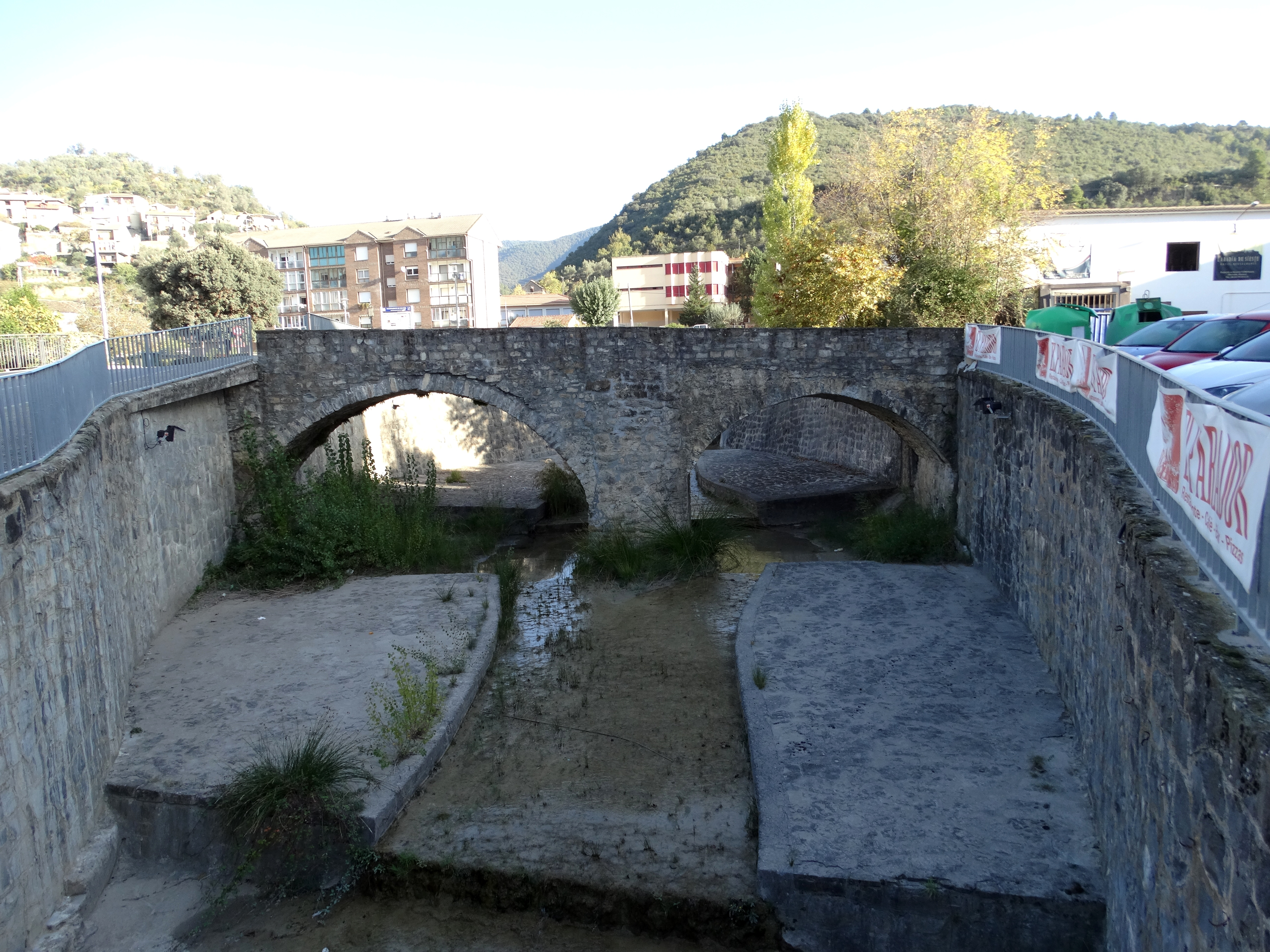
Puente medieval sobre el barranco de San Martín

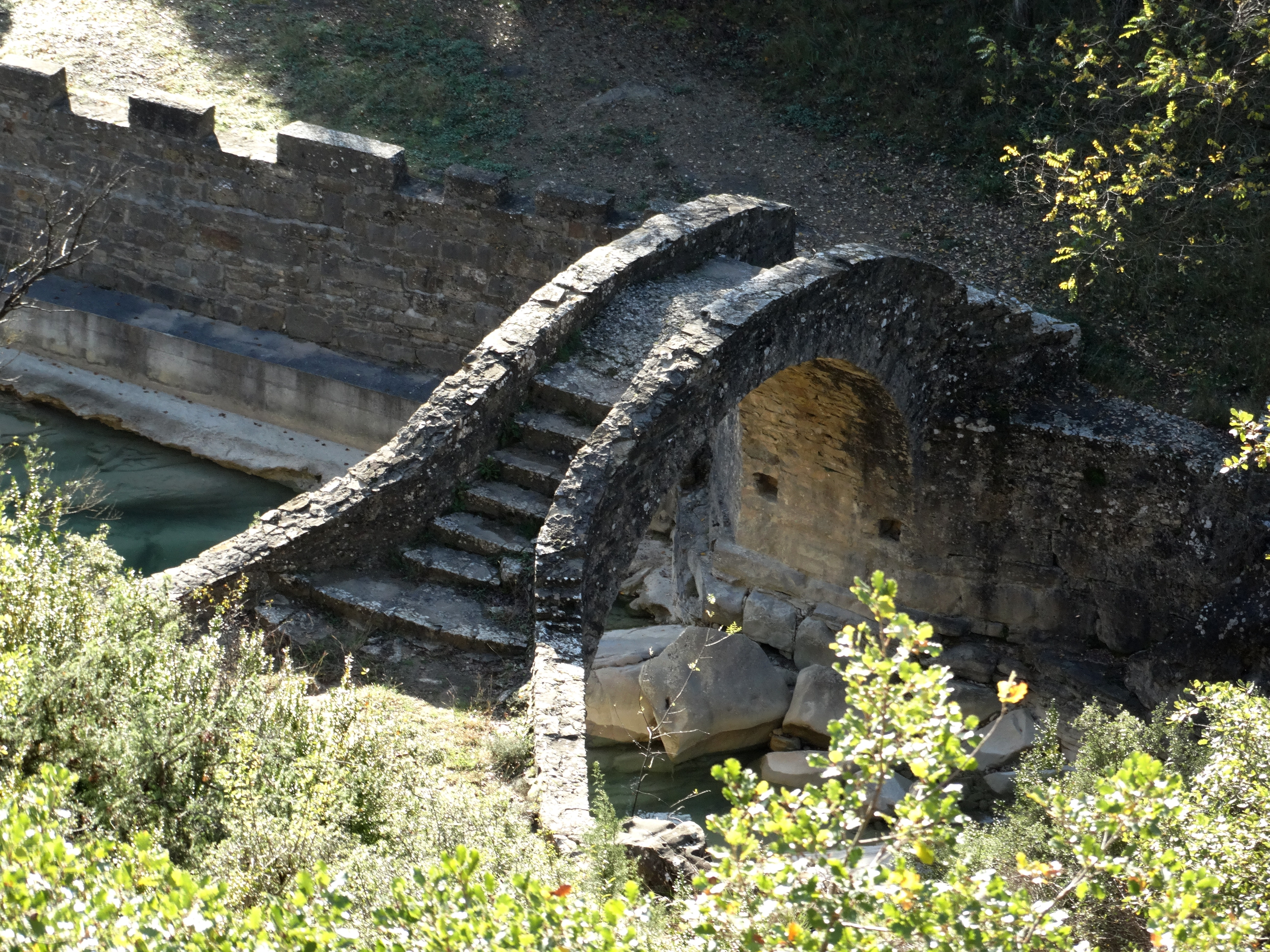
Puente de Moscarales sobre el arroyo de Ferrera

 También el puente sobre el río Ara conserva un arco medieval. En las afueras de la localidad se encuentra el puente de Moscarales, sobre el barranco Ferrera en su confluencia con el río Ara. Es una obra de estilo románico. Se accede a él por la cercana carretera A-1604 dirección Campodarbe y Lanave.

## Fiestas
- 25 de enero, fiesta de San Pablo, con hoguera, la víspera, en la Glorieta Ramón Giménez, bailándose el palotiau. Las hogueras prenden en honor a los «santos barbudos» del mes de enero, San Sebastián, San Antón y el propio San Pablo.
- 5 de febrero, fiesta de las «Aguedetas», o fiesta de las mujeres en honor de Santa Águeda.
- 23 de abril, fiesta de San Jorge, patrón de Aragón.
- 21 de julio|21 a 23 de julio, «Pirenostrum», feria pirenaica de luthiers, constructores de instrumentos musicales tradicionales. Tiene lugar cada dos años en el casco antiguo de Boltaña, propiciando el encuentro de aficionados y profesionales de la música, en especial de la música tradicional. Declarada Actividad de Interés Turístico de Aragón.
- 24 al 27 de agosto, fiesta de la Convivencia. Destaca en estas fiestas la actuación de La Ronda de Boltaña por las calles del pueblo rondando y cantando por las casas del casco antiguo. Este grupo es muy conocido en Aragón y actúa por todo el territorio aragonés cantando canciones cuyas letras hablan de historias vividas por los habitantes de los pueblos de la Comarca, y todos sus componentes son de la zona.
- Tercer domingo de octubre, feria de otoño.
- 13 de diciembre romería a la ermita de Santa Lucía.

## Ciudades hermanadas
- Saint-Lary-Soulan (Francia)[18]